# Atletiek op de Olympische Zomerspelen 2020 – 400 meter mannen
De 400 meter voor mannen  op de Olympische Zomerspelen 2020 vond plaats op zondag 1, maandag 2 en donderdag 5 augustus in het Olympisch Stadion van Tokio. Titelverdediger was Wayde van Niekerk. De finale werd gewonnen door Steven Gardiner uit de Bahamas, voor Anthony Zambrano uit Colombia en Kirani James uit Grenada.

## Records
Voorafgaand aan het toernooi waren dit het wereldrecord en het olympisch record.
| Wereldrecord     | Wayde van Niekerk | 43,03 | Rio de Janeiro | 14 augustus 2016 |
| Olympisch record | Wayde van Niekerk | 43,03 | Rio de Janeiro | 14 augustus 2016 |

## Resultaten
Legenda:

Q - Gekwalificeerd door eindplaats

q - Gekwalificeerd door eindtijd

SR - Beste tijd gelopen in seizoen voor atleet

PR - Persoonlijk record atleet

NR - Nationaal record van atleet

OR - Olympisch record

WR - Wereldrecord

DQ - Gediskwalificeerd

DNS - Niet gestart

DNF - Niet gefinisht

### Series
De eerste drie van elke serie kwalificeerden zich direct voor de halve finales. Van de overgebleven atleten kwalificeerden bovendien de zes snelsten zich voor de halve finales.

#### Serie 1
| Rang | Baan | Atleet             | Land | Reactie | Tijd  | Bijz. |
| ---- | ---- | ------------------ | ---- | ------- | ----- | ----- |
| 1    | 9    | Isaac Makwala      | BOT  | 0,197   | 44,86 | Q     |
| 2    | 5    | Kirani James       | GRN  | 0,160   | 45,09 | Q     |
| 3    | 8    | Jonathan Sacoor    | BEL  | 0,151   | 45,41 | Q     |
| 4    | 3    | Demish Gaye        | JAM  | 0,165   | 45,49 | q     |
| 5    | 6    | Alonzo Russell     | BAH  | 0,223   | 45,51 | q, SB |
| 6    | 7    | Alex Beck          | AUS  | 0,160   | 45,54 | PB    |
| 7    | 2    | Ricardo dos Santos | POR  | 0,140   | 46,83 |       |
| 8    | 4    | Bachir Mahamat     | CHA  | 0,206   | 47,93 | SB    |

#### Serie 2
| Rang | Baan | Atleet            | Land | Reactie | Tijd  | Bijz. |
| ---- | ---- | ----------------- | ---- | ------- | ----- | ----- |
| 1    | 6    | Mazen Al-Yassin   | KSA  | 0,163   | 45,16 | Q, PB |
| 2    | 5    | Kevin Borlée      | BEL  | 0,126   | 45,36 | Q, SB |
| 3    | 7    | Ricky Petrucciani | SUI  | 0,168   | 45,64 | Q     |
| 4    | 9    | Randolph Ross     | USA  | 0,227   | 45,67 |       |
| 5    | 8    | Zakithi Nene      | RSA  | 0,147   | 45,74 |       |
| 6    | 4    | Jhon Perlaza      | COL  | 0,159   | 46,55 |       |
| 7    | 2    | Pavel Maslák      | CZE  | 0,196   | 47,01 |       |
| 8    | 3    | Ahmed Al-Yaari    | YEM  | 0,183   | 48,53 | SB    |

#### Serie 3
| Rang | Baan | Atleet                 | Land | Reactie | Tijd  | Bijz. |
| ---- | ---- | ---------------------- | ---- | ------- | ----- | ----- |
| 1    | 2    | Michael Cherry         | USA  | 0,178   | 44,82 | Q     |
| 2    | 9    | Jonathan Jones         | BAR  | 0,181   | 45,04 | Q, SB |
| 3    | 7    | Christopher Taylor     | JAM  | 0,151   | 45,20 | Q     |
| 4    | 6    | Dwight St. Hillaire    | TTO  | 0,176   | 45,41 | q     |
| 5    | 4    | Luka Janežič           | SLO  | 0,163   | 45,44 | q, SB |
| 6    | 5    | Gilles Anthony Afoumba | CGO  | 0,199   | 46,03 | SB    |
| 7    | 8    | Lucas Carvalho         | BRA  | 0,172   | 46,12 |       |
| 8    | 3    | Mohammad Jahir Rayhan  | BAN  | 0,170   | 48,29 | SB    |

#### Serie 4
| Rang | Baan | Atleet            | Land | Reactie | Tijd  | Bijz.   |
| ---- | ---- | ----------------- | ---- | ------- | ----- | ------- |
| 1    | 3    | Anthony Zambrano  | COL  | 0,167   | 44,87 | Q       |
| 2    | 4    | Steven Solomon    | AUS  | 0,163   | 44,94 | Q, PB   |
| 3    | 7    | Wayde van Niekerk | RSA  | 0,162   | 45,25 | Q       |
| 4    | 5    | Leungo Scotch     | BOT  | 0,186   | 45,32 | q       |
| 5    | 9    | Davide Re         | ITA  | 0,171   | 45,46 | q, SB   |
| 6    | 6    | Julian Walsh      | JPN  | 0,146   | 46,57 |         |
| 7    | 2    | Jovan Stojoski    | MKD  | 0,184   | 46,81 | PB      |
|      | 8    | Emmanuel Korir    | KEN  |         | DQ    | TR 16,8 |

#### Serie 5
| Rang | Baan | Atleet          | Land | Reactie | Tijd    | Bijz. |
| ---- | ---- | --------------- | ---- | ------- | ------- | ----- |
| 1    | 2    | Steven Gardiner | BAH  | 0,163   | 45,05   | Q     |
| 2    | 3    | Deon Lendore    | TTO  | 0,203   | 45,14   | Q     |
| 3    | 9    | Jochem Dobber   | NED  | 0,179   | 45,54   | Q     |
| 4    | 4    | Nathon Allen    | JAM  | 0,138   | 46,12   |       |
| 5    | 5    | Sadam Koumi     | SUD  | 0,143   | 46,26   | SB    |
| 6    | 6    | Marvin Schlegel | GER  | 0,200   | 46,39   |       |
| 7    | 7    | Mikhail Litvin  | KAZ  | 0,210   | 47,15   |       |
| 8    | 8    | Karol Zalewski  | POL  | 0,154   | 2:15,38 |       |

#### Serie 6
| Rang | Baan | Atleet              | Land | Reactie | Tijd  | Bijz. |
| ---- | ---- | ------------------- | ---- | ------- | ----- | ----- |
| 1    | 4    | Liemarvin Bonevacia | NED  | 0,171   | 44,95 | Q     |
| 2    | 6    | Michael Norman      | USA  | 0,157   | 45,35 | Q     |
| 3    | 8    | Machel Cedenio      | TTO  | 0,218   | 45,56 | Q     |
| 4    | 9    | Edoardo Scotti      | ITA  | 0,169   | 45,71 |       |
| 5    | 7    | Thapelo Phora       | RSA  | 0,150   | 45,83 | SB    |
| 6    | 5    | Taha Hussein Yaseen | IRQ  | 0,144   | 46,00 | SB    |
| 7    | 3    | Oscar Husillos      | ESP  | 0,147   | 48,05 |       |
| 8    | 2    | Todisoa Rabearison  | MAD  | 0,196   | 48,40 | SB    |

### Halve finales
De eerste twee atleten van elke halve finale plaatsten zich direct voor de finale (Q), daarnaast gingen van de overgebleven atleten de twee tijdssnelsten door (q). 

#### Halve finale 1
| Rang | Baan | Atleet              | Land | Reactie | Tijd  | Bijz. |
| ---- | ---- | ------------------- | ---- | ------- | ----- | ----- |
| 1    | 5    | Kirani James        | GRN  | 0,160   | 43,88 | Q, SB |
| 2    | 6    | Anthony Zambrano    | COL  | 0,175   | 43,93 | Q, AR |
| 3    | 4    | Liemarvin Bonevacia | NED  | 0,160   | 44,62 | q, NR |
| 4    | 7    | Deon Lendore        | TTO  | 0,193   | 44,93 |       |
| 5    | 3    | Davide Re           | ITA  | 0,157   | 44,94 | SB    |
| 6    | 9    | Ricky Petrucciani   | SUI  | 0,140   | 45,26 |       |
| 7    | 2    | Luka Janežič        | SLO  | 0,152   | 45,36 | SB    |
| 8    | 8    | Jonathan Sacoor     | BEL  | 0,136   | 45,88 |       |

#### Halve finale 2
| Rang | Baan | Atleet             | Land | Reactie | Tijd  | Bijz. |
| ---- | ---- | ------------------ | ---- | ------- | ----- | ----- |
| 1    | 6    | Michael Cherry     | USA  | 0,162   | 44,44 | Q     |
| 2    | 8    | Christopher Taylor | JAM  | 0,164   | 44,92 | Q, SB |
| 3    | 5    | Steven Solomon     | AUS  | 0,168   | 45,15 |       |
| 4    | 4    | Mazen Al-Yassin    | KSA  | 0,154   | 45,37 |       |
| 5    | 2    | Leungo Scotch      | BOT  | 0,178   | 45,56 |       |
| 6    | 9    | Machel Cedenio     | TTO  | 0,182   | 45,86 |       |
| 7    | 3    | Alonzo Russell     | BAH  | 0,169   | 46,04 |       |
|      | 7    | Kevin Borlée       | BEL  |         | DNS   |       |

#### Halve finale 3
| Rang | Baan | Atleet              | Land | Reactie | Tijd  | Bijz. |
| ---- | ---- | ------------------- | ---- | ------- | ----- | ----- |
| 1    | 6    | Steven Gardiner     | BAH  | 0,152   | 44,14 | Q, SB |
| 2    | 7    | Michael Norman      | USA  | 0,156   | 44,52 | Q     |
| 3    | 4    | Isaac Makwala       | BOT  | 0,197   | 44,59 | q     |
| 4    | 3    | Demish Gaye         | JAM  | 0,155   | 45,09 | SB    |
| 5    | 8    | Wayde van Niekerk   | RSA  | 0,381   | 45,48 |       |
| 6    | 9    | Jochem Dobber       | NED  | 0,191   | 45,48 |       |
| 7    | 2    | Dwight St. Hillaire | TTO  | 0,153   | 45,58 |       |
| 8    | 5    | Jonathan Jones      | BAR  | 0,159   | 45,61 |       |

### Finale
| Rang   | Baan | Atleet              | Land | Reactie | Tijd  | Bijz. |
| ------ | ---- | ------------------- | ---- | ------- | ----- | ----- |
| Goud   | 7    | Steven Gardiner     | BAH  | 0,179   | 43,85 | SB    |
| Zilver | 5    | Anthony Zambrano    | COL  | 0,166   | 44,08 |       |
| Brons  | 4    | Kirani James        | GRN  | 0,157   | 44,19 |       |
| 4      | 6    | Michael Cherry      | USA  | 0,179   | 44,21 | PB    |
| 5      | 8    | Michael Norman      | USA  | 0,148   | 44,31 |       |
| 6      | 9    | Christopher Taylor  | JAM  | 0,158   | 44,79 | PB    |
| 7      | 2    | Isaac Makwala       | BOT  | 0,167   | 44,94 |       |
| 8      | 3    | Liemarvin Bonevacia | NED  | 0,168   | 45,07 |       |

1896: Thomas Burke ·
1900: Maxey Long ·
1904: Harry Hillman ·
1908: Wyndham Halswelle ·
1912: Charles Reidpath ·
1920: Bevil Rudd ·
1924: Eric Liddell ·
1928: Ray Barbuti ·
1932: Bill Carr ·
1936: Archie Williams ·
1948: Arthur Wint ·
1952: George Rhoden ·
1956: Charlie Jenkins ·
1960: Otis Davis ·
1964: Mike Larrabee ·
1968: Lee Evans ·
1972: Vince Matthews ·
1976: Alberto Juantorena ·
1980: Viktor Markin ·
1984: Alonzo Babers ·
1988: Steve Lewis ·
1992: Quincy Watts ·
1996: Michael Johnson ·
2000: Michael Johnson ·
2004: Jeremy Wariner ·
2008: LaShawn Merritt ·
2012: Kirani James · 
2016: Wayde van Niekerk · 
2020: Steven Gardiner · 
2024: Quincy Hall